# Pentaria bleusei
Pentaria bleusei là một loài bọ cánh cứng trong họ Scraptiidae. Loài này được Chobaut miêu tả khoa học năm 1897.